# Monodryxus
Monodryxus is een geslacht van kevers uit de familie van de loopkevers (Carabidae). De wetenschappelijke naam van het geslacht is voor het eerst geldig gepubliceerd in 1942 door Straneo.

## Soorten
Het geslacht Monodryxus is monotypisch en omvat slechts de volgende soort:
- Monodryxus crassus (Straneo, 1941)